# کر کریسا
کر کریسا (استونیایی: Kerr Kriisa؛ زادهٔ ۲ ژانویهٔ ۲۰۰۱) بازیکن بسکتبال اهل استونی است.